# 息肉状脉络膜血管病变
息肉状脉络膜血管病变（PCV）是一种主要影响脉络膜的眼部疾病。它可能会导致视力突然模糊或中央视野出现暗点。由于吲哚菁绿血管造影可以更好地显示脉络膜结构，因此更适合诊断 PCV。 PCV的治疗选择包括仔细观察、光动力治疗、热激光、玻璃体内注射抗VEGF治疗或联合治疗。

## 病理生理学
PCV 是一种以脉络膜血管形状异常为特征的眼部疾病。 它被描述为一种渗出性黄斑病，其特征是多发性复发性血清血性视网膜色素上皮脱离。  PCV 的其他特征包括眼底检查中升高的红色至橙色病变、脉络膜内血管扩张以及视网膜脱离下方的息肉状血管结构。 

## 病因学
PCV 被认为是由于内部脉络膜血管异常而发生的。 由于它与年龄相关性黄斑变性(AMD) 有许多相似之处， 它以前被认为是 AMD 的一个亚型，但后来的研究表明 PCV 可能是任何起源的 1 型新生血管的变体。  

## 诊断
PCV 可以在眼科医生的常规散瞳眼底检查过程中诊断出来。 荧光素血管造影、吲哚菁绿血管造影和光学相干断层扫描（OCT）也用于诊断 PCV。 由于 ICGA 可以更好地成像脉络膜结构，因此更优选。 

## 体征和症状
在 PCV 中，一只或两只眼睛可能会突然出现视力模糊或中央视野出现暗点。 另一个症状是视物变形。 体征包括息肉状病变、眼底橙红色病变、视网膜下液、视网膜脱离、视网膜下出血、视网膜下纤维蛋白物质、硬性渗出物和玻璃膜疣。 

## 分类
如果存在息肉但没有视网膜下脱离或出血的临床症状，则将其归类为静止期。 如果存在视网膜下或视网膜内液体、色素上皮脱离、视网膜下出血或荧光素渗漏，则将其归类为活动性。 活动性病变进一步分为渗出型、出血型或混合型。 

## 并发症
中央视野不可逆的视力丧失是 PCV 的并发症。 它还可能导致脉络膜缺血、炎症和布鲁赫膜破裂。 

## 治疗
PCV的治疗选择包括仔细观察、光动力疗法、热激光、玻璃体内注射抗VEGF疗法或联合疗法。 

## 流行病学
PCV 常见于 60-72 岁的患者，并且可影响男女。 亚裔和非洲裔的患病率高于白种人。  PCV 常见于亚洲人群的男性和白种人人群的女性。 在中国和日本人群中，推测AMD患者的患病率约为24.5%-54.7%，台湾人群为49%，韩国人群为24.6%，而在白种人推测AMD患者中，患病率仅为4% - 9.8%。 

## 历史
Lawrence Yannuzzi于 1982 年首次描述了息肉状脉络膜血管病变